# La Trinca
La Trinca fue un grupo español de música, espectáculo y humor (1969-1989), procedente de Cataluña, formado por Josep Maria Mainat, Toni Cruz y Miquel Àngel Pasqual, formación vinculada al movimiento de la Nova Cançó catalana, si bien posteriormente tradujeron algunos de sus temas al castellano.
En Hispanoamérica son más recordados por su sencillo de 1985 Quiero una novia pechugona (versión castellana de “Em descontrolen les neurones”).

## Historia

### Carrera musical
Fue uno de los fenómenos musicales y escenográficos más conocidos en la España de los años 70 y principios de los años 80, por su particular y original propuesta artística, basada en la crítica social y política siempre desde la parodia y el humor con atrevidas y disparatadas puestas en escena. Jaume Picas fue el autor de algunas de sus canciones, así como también tuvieron la colaboración de Antoni Ros-Marbà, Francesc Burrull, Maria Aurèlia Capmany, Jaume Vidal Alcover, Pere Quart, Terenci Moix, Jaume Perich o, con efectos retroactivos, el mismísimo Pitarra.
Publicaron 42 discos de larga duración entre 1969 y 1989, contando los recopilatorios que han ido saliendo hasta la actualidad, cantando en catalán y en español.
En 1970 grabaron su primer videoclip con la canción Tots som pops.
No fue hasta 1983 cuando cantaron en español en su disco "Quesquesé se merdé" (irónicamente, el título está supuestamente en francés), que fue un éxito, y les abrió las puertas del gran público de toda España. 
Tras sus muchas actuaciones en platós de televisión, en 1987 dirigieron un programa propio ("No passa res!", literalmente 'No pasa nada') en TV3, que fue un gran éxito de audiencia, y les reportó un Premio Ondas de televisión.
Después de reunir todos los discos de la antigua discográfica, Sony y La Trinca editaron un recopilatorio de 4 CD a finales de 2007 de sus mejores éxitos remasterizados.

#### Buscant la Trinca(TV3, 2009-2010)
Fue un programa de Gestmusic y la cadena catalana en el que, 20 años después, reaparece La Trinca con la finalidad de encontrar La Trinca del siglo XXI. Después de numerosos cástines y de galas donde ellos y los espectadores escogerían la nueva Trinca y grabarían una película musical sobre la transición española y La Trinca. Los ganadores del concurso hicieron posteriormente una gira por las fiestas mayores de poblaciones catalanas, recordando los éxitos de sus antecesores.
La nueva "Trinca", surgida del programa "Buscant la Trinca", está compuesta por:
Dídac Flores, 
Marc Marginet y 
David Moreno. 
Este trío fue seleccionado a través del concurso de televisión para formar parte de una nueva etapa del emblemático grupo catalán, con miras a una película musical sobre ellos. 
Los tres nuevos miembros fueron elegidos tras un proceso de selección en el que participaron varios aspirantes. La formación original de La Trinca, que marcó una época en la música y el humor catalanes, estaba compuesta por Josep Maria Mainat, Toni Cruz y Miquel Àngel Pascual. El programa "Buscant la Trinca" buscaba nuevos talentos que pudieran continuar con el legado del grupo. 
La película musical, que se produjo como parte del premio del concurso, exploraba la historia y el impacto de La Trinca en la cultura catalana. Además, contó con la participación de los miembros originales, así como de otros artistas y personalidades conocidas.

### Producción
1987 fue un año clave en la carrera profesional del trío de Canet de Mar. Ese año publicaron el último disco de su carrera ("Marro") y fundaron una compañía de producción audiovisual: Gestmusic. Fue el año en que darían un giro a sus carreras, abandonando la música y los escenarios para dedicarse a la producción televisiva desde detrás de las cámaras.
Crearon Gestmusic en un momento clave en el panorama audiovisual español: coincidía la llegada de las televisiones privadas y la proliferación de televisiones autonómicas y locales. Todo ello le dio a Gestmusic la posibilidad de trabajar en multitud de proyectos, muchos de los cuales obtuvieron grandes éxitos de audiencia. 
Cinco años después, uno de los componentes del trío, Miquel Àngel Pasqual, abandonó la compañía y vendió su parte de Gestmusic a una de las multinacionales más potentes del mundo audiovisual, la holandesa Endemol.
Con la entrada del capital neerlandés, Gestmusic Endemol se convirtió en una de las productoras más relevantes. Bajo la dirección de Josep Maria Mainat y Toni Cruz, y la incorporación a la cúpula directiva del hermano del primero, el periodista Joan Ramon Mainat, concibió programas de entretenimiento que alcanzarían grandes niveles de audiencia en España, como por ejemplo Crónicas Marcianas y Operación Triunfo.

## Discografía
- 1969: Quin nas!
- 1969: Si has begut...
- 1969: Tots som pops
- 1970: Festa Major
- 1970: A collir pebrots
- 1970: Bones festes
- 1971: Trincar i riure
- 1971: L'orgue de gats
- 1971: La Trinca - edició especial Círculo de Lectores -
- 1972: Bestiari
- 1972: Història de Catalunya amb cançons
- 1972: Xauxa
- 1973: Ca Barret!
- 1973: Mort de gana
- 1974: Botifarra de pagès
- 1974: Rambla avall
- 1974: Recopilatori especial per a Caixa Barcelona
- 1975: Trincameron
- 1976: Opus 10
- 1977: Trempera matinera
- 1977: 7 anys i 1 día de cançons
- 1977: Èxits
- 1977: Vestits de milionaris
- 1978: Don Jaume el Conquistador
- 1978: La Trinca - Ara ja amb llibertat
- 1979: Pel broc gros
- 1979: El millor de La Trinca
- 1979: La trinca amb Rosa Maria Sardà
- 1980: Que bonica ets Barcelona
- 1981: Nou de Trinca
- 1981: La Trinca - 1969 / 1976
- 1981: La Trinca - 1977 / 1980
- 1981: La Trinca - Antología 1969 / 1976
- 1983: El baró de Bidet
- 1983: Las hermanas sisters (Sencillo)
- 1985: Quiero una Novia Pechugona (Sencillo)
- 1985: És que m'han dit què...
- 1985: Sinànimus molestandi
- 1986: Trinca, sexe i rocanrol
- 1986: Trinca, Sexo y Rocanrol
- 1987: La Trinca - Marro
- 1993: Tots els temes editats només en SG i EP's
- 1999: Tots els èxits
- 2007: La Trinca - 20 anys de cançons
- 2017: Essencial

## Televisión
- 1987: No passa res! (TV3)
- 1987: Guaita què fan ara! (TV3)
- 1988: Tariro, tariro (TVE)
- 1989: Barres i Estrelles (TVE Cataluña)
- 1989: Tariro-verano (TVE)
- 2009-2010: Buscant la Trinca (TV3)